# Tour Bohemia
El Tour Bohemia és una cursa ciclista txeca que es disputa a la regió de Bohèmia. La cursa es creà el 2012 ja formant part de l'UCI Europa Tour. Els primers noms de la cursa van ser Karlovy Vary-Praga i České Budějovice-Praga. Té l'antecedent en la cursa Praga-Karlovy Vary-Praga.

## Palmarès
| Any  | Vencedor          | Segon               | Tercer          |
| ---- | ----------------- | ------------------- | --------------- |
| 2012 | Maroš Kováč       | Roman Kreuziger     | Tomáš Bucháček  |
| 2013 | Josef Benetseder  | Dejan Bajt          | Jiří Polnický   |
| 2014 | Lukas Pöstlberger | Bakhtiar Kozhataiev | Kamil Zieliński |